# Campeonato Mundial de Patinação Artística no Gelo de 1974
O Campeonato Mundial de Patinação Artística no Gelo de 1974 foi a sexagésima quarta edição do Campeonato Mundial de Patinação Artística no Gelo, um evento anual de patinação artística no gelo organizado pela União Internacional de Patinação (em inglês:  International Skating Union) onde os patinadores artísticos competem pelo título de campeão mundial. A competição foi disputada entre os dias 5 de março e 10 de março, na cidade de Munique, Alemanha Ocidental.

## Eventos
- Individual masculino
- Individual feminino
- Duplas
- Dança no gelo

## Medalhistas
| Evento                        | Ouro                                                      | Prata                                               | Bronze                                                  |
| Individual masculino detalhes | Jan Hoffmann · Alemanha Oriental                          | Sergei Volkov · União Soviética                     | Toller Cranston · Canadá                                |
| Individual feminino detalhes  | Christine Errath · Alemanha Oriental                      | Dorothy Hamill · Estados Unidos                     | Dianne de Leeuw · Países Baixos                         |
| Duplas detalhes               | Irina Rodnina · Alexander Zaitsev · União Soviética       | Liudmila Smirnova · Alexei Ulanov · União Soviética | Romy Kermer · Rolf Österreich · Alemanha Oriental       |
| Dança no gelo detalhes        | Liudmila Pakhomova · Alexander Gorshkov · União Soviética | Hilary Green · Glyn Watts · Reino Unido             | Natalia Linichuk · Gennadi Karponosov · União Soviética |

## Resultados

### Individual masculino
| Pos.              | Nome                | Nacionalidade      | Pontos |
| ----------------- | ------------------- | ------------------ | ------ |
| Medalha de ouro   | Jan Hoffmann        | Alemanha Oriental  | 11     |
| Medalha de prata  | Sergei Volkov       | União Soviética    | 27     |
| Medalha de bronze | Toller Cranston     | Canadá             | 26     |
| 4                 | Vladimir Kovalev    | União Soviética    | 38     |
| 5                 | Ron Shaver          | Canadá             | 39     |
| 6                 | Gordon McKellen Jr. | Estados Unidos     | 52     |
| 7                 | John Curry          | Reino Unido        | 60     |
| 8                 | Minoru Sano         | Japão              | 79     |
| 9                 | Zdeněk Pazdírek     | Tchecoslováquia    | 85     |
| 10                | Didier Gailhaguet   | França             | 86     |
| 11                | László Vajda        | Hungria            | 99     |
| 12                | Terry Kubicka       | Estados Unidos     | 109    |
| 13                | Bernd Wunderlich    | Alemanha Oriental  | 116    |
| 14                | Erich Reifschneider | Alemanha Ocidental | 118    |
| 15                | Robert Rubens       | Canadá             | 138    |
| 16                | Ronald Koppelent    | Áustria            | 145    |
| 17                | Miroslav Šoška      | Tchecoslováquia    | 158    |
| 18                | Pekka Leskinen      | Finlândia          | 159    |
| 19                | Jacek Tascher       | Polônia            | 172    |
| 20                | Rolando Bragaglia   | Itália             | 175    |
| 21                | Glyn Jones          | Reino Unido        | 195    |
| 22                | Gilles Beyer        | França             | 197    |
| 23                | Thomas Öberg        | Suécia             | 208    |
| 24                | Gheorghe Fazekas    | Romênia            | 211    |
| 25                | William Schober     | Austrália          | 222    |
| 26                | Silvio Švajger      | Iugoslávia         | 234    |

### Individual feminino
| Pos.              | Nome               | Nacionalidade      | Pontos |
| ----------------- | ------------------ | ------------------ | ------ |
| Medalha de ouro   | Christine Errath   | Alemanha Oriental  | 12     |
| Medalha de prata  | Dorothy Hamill     | Estados Unidos     | 15     |
| Medalha de bronze | Dianne de Leeuw    | Países Baixos      | 27     |
| 4                 | Gerti Schanderl    | Alemanha Ocidental | 54     |
| 5                 | Karin Iten         | Suíça              | 61     |
| 6                 | Lynn Nightingale   | Canadá             | 66     |
| 7                 | Kath Malmberg      | Estados Unidos     | 66     |
| 8                 | Juli McKinstry     | Estados Unidos     | 67     |
| 9                 | Liana Drahová      | Tchecoslováquia    | 72     |
| 10                | Marion Weber       | Alemanha Oriental  | 75     |
| 11                | Anett Pötzsch      | Alemanha Oriental  | 98     |
| 12                | Maria McLean       | Reino Unido        | 98     |
| 13                | Barbara Terpenning | Canadá             | 111    |
| 14                | Gail Keddie        | Reino Unido        | 140    |
| 15                | Emi Watanabe       | Japão              | 139    |
| 16                | Sonja Balun        | Áustria            | 142    |
| 17                | Cinzia Frosio      | Itália             | 142    |
| 18                | Liudmila Bakonina  | União Soviética    | 163    |
| 19                | Hana Knapová       | Tchecoslováquia    | 164    |
| 20                | Myung Su Chang     | Coreia do Sul      | 180    |
| 21                | Evelyne Reusser    | Suíça              | 193    |
| 22                | Grażyna Dudek      | Polônia            | 195    |
| 23                | Eva Hansson        | Suécia             | 205    |
| 24                | Marie-Hélène Panet | França             | 216    |
| 25                | Helena Gazvoda     | Iugoslávia         | 230    |
| 26                | Sharon Burley      | Austrália          | 231    |
| 27                | Susan Broman       | Finlândia          | 240    |
| 28                | Liv Egelund        | Noruega            | 252    |

### Duplas
| Pos.              | Nome                                  | Nacionalidade      | Pontos |
| ----------------- | ------------------------------------- | ------------------ | ------ |
| Medalha de ouro   | Irina Rodnina / Alexander Zaitsev     | União Soviética    | 9      |
| Medalha de prata  | Liudmila Smirnova / Alexei Ulanov     | União Soviética    | 21     |
| Medalha de bronze | Romy Kermer / Rolf Österreich         | Alemanha Oriental  | 25     |
| 4                 | Manuela Groß / Uwe Kagelmann          | Alemanha Oriental  | 36     |
| 5                 | Sandra Bezic / Val Bezic              | Canadá             | 44     |
| 6                 | Irina Vorobieva / Alexander Vlasov    | União Soviética    | 54     |
| 7                 | Karin Künzle / Christian Künzle       | Suíça              | 71     |
| 8                 | Melissa Militano / Johnny Johns       | Estados Unidos     | 72     |
| 9                 | Corinna Halke / Eberhard Rausch       | Alemanha Ocidental | 80     |
| 10                | Tai Babilonia / Randy Gardner         | Estados Unidos     | 88     |
| 11                | Katja Schubert / Knut Schubert        | Alemanha Oriental  | 96     |
| 12                | Grażyna Kostrzewińska / Adam Brodecki | Polônia            | 108    |
| 13                | Florence Cahn / Jean-Roland Racle     | França             | 121    |
| 14                | Ursula Nemec / Michael Nemec          | Áustria            | 126    |
| 15                | Linda McCafferty / Colin Tayforth     | Reino Unido        | 133    |
| 16                | Ilona Urbanová / Ales Zach            | Tchecoslováquia    | 139    |
| 17                | Petra Schneider / Bogdan Pulcer       | Alemanha Ocidental | 163    |
| 18                | Kathy Hutchinson / Jamie McGrigor     | Canadá             | 162    |

### Dança no gelo
| Pos.              | Nome                                    | Nacionalidade      | Pontos |
| ----------------- | --------------------------------------- | ------------------ | ------ |
| Medalha de ouro   | Liudmila Pakhomova / Alexander Gorshkov | União Soviética    | 9      |
| Medalha de prata  | Hilary Green / Glyn Watts               | Reino Unido        | 18     |
| Medalha de bronze | Natalia Linichuk / Gennadi Karponosov   | União Soviética    | 28     |
| 4                 | Irina Moiseeva / Andrei Minenkov        | União Soviética    | 43     |
| 5                 | Janet Sawbridge / Peter Dalby           | Reino Unido        | 44     |
| 6                 | Krisztina Regőczy / András Sallay       | Hungria            | 53     |
| 7                 | Colleen O'Connor / Jim Millns           | Estados Unidos     | 58     |
| 8                 | Matilde Ciccia / Lamberto Ceserani      | Itália             | 77     |
| 9                 | Louise Soper / Barry Soper              | Canadá             | 79     |
| 10                | Teresa Weyna / Piotr Bojańczyk          | Polônia            | 89     |
| 11                | Janet Thompson / Warren Maxwell         | Reino Unido        | 96     |
| 12                | Diana Skotnická / Martin Skotnický      | Tchecoslováquia    | 114    |
| 13                | Anne Millier / Harvey Millier III       | Estados Unidos     | 122    |
| 14                | Gerda Bühler / Mathis Bächi             | Suíça              | 125    |
| 15                | Barbara Berezowski / David Porter       | Canadá             | 131    |
| 16                | Sylvia Fuchs / Michael Fuchs            | Alemanha Ocidental | 143    |
| 17                | Eva Peštová / Jiři Pokorný              | Tchecoslováquia    | 149    |
| 18                | Nicole Rinsant / Dirk Beyer             | Alemanha Ocidental | 161    |
| 19                | Brigitte Scheijbal / Walter Leschetizky | Áustria            | 171    |

## Quadro de medalhas
| Ordem | País              | Medalha de ouro | Medalha de prata | Medalha de bronze |    | Ordem por total |
| ----- | ----------------- | --------------- | ---------------- | ----------------- | -- | --------------- |
| 1     | União Soviética   | 2               | 2                | 1                 | 5  | 1               |
| 2     | Alemanha Oriental | 2               |                  | 1                 | 3  | 2               |
| 3     | Estados Unidos    |                 | 1                |                   | 1  | 3               |
| 3     | Reino Unido       |                 | 1                |                   | 1  | 3               |
| 5     | Canadá            |                 |                  | 1                 | 1  | 3               |
| 5     | Países Baixos     |                 |                  | 1                 | 1  | 3               |
| TOTAL | TOTAL             | 4               | 4                | 4                 | 12 | —               |